# Эйвиллер
Эйвиллер (фр. Eywiller) — коммуна на северо-востоке Франции в регионе Гранд-Эст (бывший Эльзас — Шампань — Арденны — Лотарингия), департамент Нижний Рейн, округ Саверн, кантон Ингвиллер. До марта 2015 года коммуна административно входила в состав упразднённого кантона Дрюлинген (округ Саверн).
Площадь коммуны — 4,69 км², население — 264 человека (2006) с тенденцией к стабилизации: 269 человек (2013), плотность населения — 57,4 чел/км².

## Население
Население коммуны в 2011 году составляло 262 человека, в 2012 году — 265 человек, а в 2013-м — 269 человек.
| 1962 | 1968 | 1975 | 1982 | 1990 | 1999 | 2006 | 2008 | 2011 | 2012 | 2013 |
| ---- | ---- | ---- | ---- | ---- | ---- | ---- | ---- | ---- | ---- | ---- |
| 330  | 341  | 352  | 311  | 259  | 239  | 264  | 270  | 262  | 265  | 269  |

Динамика населения:

## Экономика
В 2010 году из 179 человек трудоспособного возраста (от 15 до 64 лет) 116 были экономически активными, 63 — неактивными (показатель активности 64,8 %, в 1999 году — 65,7 %). Из 116 активных трудоспособных жителей работали 103 человека (61 мужчина и 42 женщины), 13 числились безработными (6 мужчин и 7 женщин). Среди 63 трудоспособных неактивных граждан 15 были учениками либо студентами, 18 — пенсионерами, а ещё 30 — были неактивны в силу других причин.